# Liste der Kulturdenkmale in Berlin-Weißensee

Lage von Weißensee in Berlin

In der Liste der Kulturdenkmale von Weißensee sind die Kulturdenkmale des Berliner Ortsteils Weißensee im Bezirk Pankow aufgeführt.

## Denkmalbereiche (Ensembles)
| Nr.      | Lage | Offizielle Bezeichnung | Bestandteile / Beschreibung | Bild                                                            |
| -------- | --- | --- | --- | --------------------------------------------------------------- |
| 09046385 | Albertinenstraße 19–20 Parkstraße 17–17A, 19–19A (Lage) | Stephanus-Stiftung (Bethabara-Beth-Elim-Stiftung), Wohnhaus, Anstaltsgebäude mit Wäscherei, Herbergsgebäude und Kapelle Baudenkmal siehe: Parkstraße 17A | Weitere Bestandteile des Ensembles: | Weitere Bestandteile des Ensembles:                             |
| 09046385 | Albertinenstraße 19–20 Parkstraße 17–17A, 19–19A (Lage) | Stephanus-Stiftung (Bethabara-Beth-Elim-Stiftung), Wohnhaus, Anstaltsgebäude mit Wäscherei, Herbergsgebäude und Kapelle Baudenkmal siehe: Parkstraße 17A | 09046387 – Albertinenstraße 19, Kapelle, 1903–1904 von Albert Heinel, Wiederaufbau 1948 von Paul Janke                                                                             |                                                                 |
| 09046385 | Albertinenstraße 19–20 Parkstraße 17–17A, 19–19A (Lage) | Stephanus-Stiftung (Bethabara-Beth-Elim-Stiftung), Wohnhaus, Anstaltsgebäude mit Wäscherei, Herbergsgebäude und Kapelle Baudenkmal siehe: Parkstraße 17A | 09046389 – Albertinenstraße 20, Herbergshaus Bethabara III, 1888–1889 von Albert Heinel, Umbau 1948                                                                                |                                                                 |
| 09046385 | Albertinenstraße 19–20 Parkstraße 17–17A, 19–19A (Lage) | Stephanus-Stiftung (Bethabara-Beth-Elim-Stiftung), Wohnhaus, Anstaltsgebäude mit Wäscherei, Herbergsgebäude und Kapelle Baudenkmal siehe: Parkstraße 17A | 09010214 – Albertinenstraße 20, Glockenstuhl, 1975 von Achim Kühn, mit mittelalterlicher Glocke und Glocke von 1738                                                                | mittelalterliche Glocke und Glocke von 1738 in Berlin-Weißensee |
| 09046385 | Albertinenstraße 19–20 Parkstraße 17–17A, 19–19A (Lage) | Stephanus-Stiftung (Bethabara-Beth-Elim-Stiftung), Wohnhaus, Anstaltsgebäude mit Wäscherei, Herbergsgebäude und Kapelle Baudenkmal siehe: Parkstraße 17A | 09046388 – Parkstraße 19, Wohnhaus, 1874–1875 von W. Galchow; Umbau, 1903 von Albert Heinel                                                                                        |                                                                 |
| 09046385 | Albertinenstraße 19–20 Parkstraße 17–17A, 19–19A (Lage) | Stephanus-Stiftung (Bethabara-Beth-Elim-Stiftung), Wohnhaus, Anstaltsgebäude mit Wäscherei, Herbergsgebäude und Kapelle Baudenkmal siehe: Parkstraße 17A | Wohnhausanbau der Bethabara Stiftung, 1903 von Albert Heine |                                                                 |
| 09046385 | Albertinenstraße 19–20 Parkstraße 17–17A, 19–19A (Lage) | Stephanus-Stiftung (Bethabara-Beth-Elim-Stiftung), Wohnhaus, Anstaltsgebäude mit Wäscherei, Herbergsgebäude und Kapelle Baudenkmal siehe: Parkstraße 17A | Anstaltsgebäude, 1903 von Albert Heinel |                                                                 |
| 09046385 | Albertinenstraße 19–20 Parkstraße 17–17A, 19–19A (Lage) | Stephanus-Stiftung (Bethabara-Beth-Elim-Stiftung), Wohnhaus, Anstaltsgebäude mit Wäscherei, Herbergsgebäude und Kapelle Baudenkmal siehe: Parkstraße 17A | Nicht konstituierende Bestandteile des Ensembles: Parkstraße 17, 19A, Albertinenstraße 19, 20 (Neubauten Grünes Haus, Seniorenzentrum)                                             |                                                                 |
| 09030586 | An der Industriebahn 12–16 Nüßlerstraße 24–25 Roelckestraße 81–83 (Lage) | Ziehl-Abegg-Elektrizitätsgesellschaft Baudenkmal siehe: An der Industriebahn 12 | |                                                                 |
| 09030586 | An der Industriebahn 12–16 Nüßlerstraße 24–25 Roelckestraße 81–83 (Lage) | Ziehl-Abegg-Elektrizitätsgesellschaft Baudenkmal siehe: An der Industriebahn 12 | Weitere Bestandteile des Ensembles: |                                                                 |
| 09030586 | An der Industriebahn 12–16 Nüßlerstraße 24–25 Roelckestraße 81–83 (Lage) | Ziehl-Abegg-Elektrizitätsgesellschaft Baudenkmal siehe: An der Industriebahn 12 | 09030587 – An der Industriebahn 16, Verwaltungsgebäude, 1938 von Bruno Buch und Karl Herrmann                                                                                      |                                                                 |
| 09030586 | An der Industriebahn 12–16 Nüßlerstraße 24–25 Roelckestraße 81–83 (Lage) | Ziehl-Abegg-Elektrizitätsgesellschaft Baudenkmal siehe: An der Industriebahn 12 | 09030588 – Nüßlerstraße 24/25, Produktionsgebäude, 1921–1939 von Bruno Buch und Karl Herrmann                                                                                      |                                                                 |
| 09030586 | An der Industriebahn 12–16 Nüßlerstraße 24–25 Roelckestraße 81–83 (Lage) | Ziehl-Abegg-Elektrizitätsgesellschaft Baudenkmal siehe: An der Industriebahn 12 | 09030589 – Roelckestraße 81–83, Produktionsgebäude, 1921–1939 von Bruno Buch und Karl Herrmann                                                                                     |                                                                 |
| 09040571 | Behaimstraße 26/30 (Lage) | Mietshausgruppe (heute Ostkreuzschule) Baudenkmale siehe: Behaimstraße 30 | |                                                                 |
| 09040571 | Behaimstraße 26/30 (Lage) | Mietshausgruppe (heute Ostkreuzschule) Baudenkmale siehe: Behaimstraße 30 | Weitere Bestandteile des Ensembles: |                                                                 |
| 09040571 | Behaimstraße 26/30 (Lage) | Mietshausgruppe (heute Ostkreuzschule) Baudenkmale siehe: Behaimstraße 30 | 09040573 – Behaimstraße 26, Mietshaus, 1894 | Behaimstraße 26                                                 |
| 09040571 | Behaimstraße 26/30 (Lage) | Mietshausgruppe (heute Ostkreuzschule) Baudenkmale siehe: Behaimstraße 30 | 09040574 – Behaimstraße 28, Mietshaus, 1894 | Behaimstraße 28                                                 |
| 09040575 | Behaimstraße 46–50 Charlottenburger Straße 127 (Lage) | Mietshausgruppe | Bestandteile des Ensembles: | Bestandteile des Ensembles:                                     |
| 09040575 | Behaimstraße 46–50 Charlottenburger Straße 127 (Lage) | Mietshausgruppe | 09040576 – Behaimstraße 46, Mietshaus, 1888 | Behaimstraße 46                                                 |
| 09040575 | Behaimstraße 46–50 Charlottenburger Straße 127 (Lage) | Mietshausgruppe | 09040577 – Behaimstraße 48, Mietshaus, 1888 | Behaimstraße 48                                                 |
| 09040575 | Behaimstraße 46–50 Charlottenburger Straße 127 (Lage) | Mietshausgruppe | 09040578 – Behaimstraße 50 / Charlottenburger Straße 127, Mietshaus, 1888 | Behaimstraße 50                                                 |
| 09040540 | Bizetstraße 47/61 (Lage) | Mietshäuser und Wirtschaftsgebäude Baudenkmale siehe: Bizetstraße 61 | Weitere Bestandteile des Ensembles: | Weitere Bestandteile des Ensembles:                             |
| 09040540 | Bizetstraße 47/61 (Lage) | Mietshäuser und Wirtschaftsgebäude Baudenkmale siehe: Bizetstraße 61 | 09040541 – Bizetstraße 47, Mietshaus, 1885 von August Nischbuhr, 1892 erweitert | Bizetstraße 47 in Berlin-Weißensee                              |
| 09040540 | Bizetstraße 47/61 (Lage) | Mietshäuser und Wirtschaftsgebäude Baudenkmale siehe: Bizetstraße 61 | 09040542 – Bizetstraße 49, Mietshaus, 1886–1887 von August Nischbuhr, 1892 erweitert                                                                                               | Bizetstraße 49 in Berlin-Weißensee                              |
| 09040540 | Bizetstraße 47/61 (Lage) | Mietshäuser und Wirtschaftsgebäude Baudenkmale siehe: Bizetstraße 61 | 09040543 – Bizetstraße 51/55, Mietshäuser mit Werkstattgebäuden, 1900 von Hermann Fischer                                                                                          | Bizetstraße 51, 53 und 55 in Berlin-Weißensee                   |
| 09040540 | Bizetstraße 47/61 (Lage) | Mietshäuser und Wirtschaftsgebäude Baudenkmale siehe: Bizetstraße 61 | Werkstattgebäude |                                                                 |
| 09040540 | Bizetstraße 47/61 (Lage) | Mietshäuser und Wirtschaftsgebäude Baudenkmale siehe: Bizetstraße 61 | 09040544 – Bizetstraße 59, Mietshaus, 1885–1886 von August Nischbuhr | Bizetstraße 59 in Berlin-Weißensee                              |
| 09040540 | Bizetstraße 47/61 (Lage) | Mietshäuser und Wirtschaftsgebäude Baudenkmale siehe: Bizetstraße 61 | Nicht konstituierender Bestandteil des Ensembles: Bizetstraße 57, Wohnhaus, 1997                                                                                                   |                                                                 |
| 09040337 | Buschallee 1–23, 24–68, 71–84, 94–110 Berliner Allee 174, 178 Gartenstraße 12–13, 22–25A, 27–29A Hansastraße 174/176 Sulzfelder Straße 2/6 (Lage) | Wohnanlagen Gesamtamlage siehe: Buschallee 8–23 … | |                                                                 |
| 09040337 | Buschallee 1–23, 24–68, 71–84, 94–110 Berliner Allee 174, 178 Gartenstraße 12–13, 22–25A, 27–29A Hansastraße 174/176 Sulzfelder Straße 2/6 (Lage) | Wohnanlagen Gesamtamlage siehe: Buschallee 8–23 … | Weitere Bestandteile des Ensembles: |                                                                 |
| 09040337 | Buschallee 1–23, 24–68, 71–84, 94–110 Berliner Allee 174, 178 Gartenstraße 12–13, 22–25A, 27–29A Hansastraße 174/176 Sulzfelder Straße 2/6 (Lage) | Wohnanlagen Gesamtamlage siehe: Buschallee 8–23 … | 09040340 – Buschallee 1–7B / Berliner Allee 174 / Gartenstraße 27–29A, Wohnanlage, 1928–1929 von Bruno Schneidereit                                                                |                                                                 |
| 09040337 | Buschallee 1–23, 24–68, 71–84, 94–110 Berliner Allee 174, 178 Gartenstraße 12–13, 22–25A, 27–29A Hansastraße 174/176 Sulzfelder Straße 2/6 (Lage) | Wohnanlagen Gesamtamlage siehe: Buschallee 8–23 … | 09040339 – Buschallee 108–110 / Berliner Allee 178, Mietshäuser, 1914 von Carl James Bühring                                                                                       |                                                                 |
| 09040343 | Gartenstraße 1–5, 38 (Lage) | St.-Joseph-Krankenhaus und Villa Gesamtanlagen siehe: Gartenstraße 1–5 | Weiterer Bestandteil des Ensembles: | Weiterer Bestandteil des Ensembles:                             |
| 09040343 | Gartenstraße 1–5, 38 (Lage) | St.-Joseph-Krankenhaus und Villa Gesamtanlagen siehe: Gartenstraße 1–5 | 09040347 – Gartenstraße 38, Villa, um 1880 |                                                                 |
| 09030590 | Gehringstraße 35–39 Neumagener Straße 40/42 Piesporter Straße 50 (Lage) | Niles GmbH Baudenkmale siehe: Gehringstraße 39 Neumagener Straße 40/42 | |                                                                 |
| 09030590 | Gehringstraße 35–39 Neumagener Straße 40/42 Piesporter Straße 50 (Lage) | Niles GmbH Baudenkmale siehe: Gehringstraße 39 Neumagener Straße 40/42 | Weitere Bestandteile des Ensembles: |                                                                 |
| 09030590 | Gehringstraße 35–39 Neumagener Straße 40/42 Piesporter Straße 50 (Lage) | Niles GmbH Baudenkmale siehe: Gehringstraße 39 Neumagener Straße 40/42 | 09030591 – Gehringstraße 35–37, Gummifabrik und Großhandelslager, 1908 | weitere Medien                                                  |
| 09030590 | Gehringstraße 35–39 Neumagener Straße 40/42 Piesporter Straße 50 (Lage) | Niles GmbH Baudenkmale siehe: Gehringstraße 39 Neumagener Straße 40/42 | 09030592 – Neumagener Straße 40/42, Produktionshalle, um 1920 und Halle entlang der Industriebahn 1938–1939                                                                        | weitere Medien                                                  |
| 09030590 | Gehringstraße 35–39 Neumagener Straße 40/42 Piesporter Straße 50 (Lage) | Niles GmbH Baudenkmale siehe: Gehringstraße 39 Neumagener Straße 40/42 | 09030594 – Piesporter Straße 50, Produktionshalle, 1935 und Große Produktionshalle, 1950 von Otto Block                                                                            | weitere Medien                                                  |
| 09030590 | Gehringstraße 35–39 Neumagener Straße 40/42 Piesporter Straße 50 (Lage) | Niles GmbH Baudenkmale siehe: Gehringstraße 39 Neumagener Straße 40/42 | Ehemaliger Bestandteil des Ensembles: |                                                                 |
| 09030590 | Gehringstraße 35–39 Neumagener Straße 40/42 Piesporter Straße 50 (Lage) | Niles GmbH Baudenkmale siehe: Gehringstraße 39 Neumagener Straße 40/42 | Gehringstraße 38A, Geschossbau, 1939 |                                                                 |
| 09040560 | Gustav-Adolf-Straße 24A–26, 146A–148 Charlottenburger Straße 91–94 (Lage) | Wohn- und Mietshausgruppe Baudenkmale siehe: Gustav-Adolf-Straße 147 | |                                                                 |
| 09040560 | Gustav-Adolf-Straße 24A–26, 146A–148 Charlottenburger Straße 91–94 (Lage) | Wohn- und Mietshausgruppe Baudenkmale siehe: Gustav-Adolf-Straße 147 | Weitere Bestandteile des Ensembles: |                                                                 |
| 09040560 | Gustav-Adolf-Straße 24A–26, 146A–148 Charlottenburger Straße 91–94 (Lage) | Wohn- und Mietshausgruppe Baudenkmale siehe: Gustav-Adolf-Straße 147 | 09040562 – Gustav-Adolf-Straße 24A / Charlottenburger Straße 92, Mietshaus, 1889                                                                                                   |                                                                 |
| 09040560 | Gustav-Adolf-Straße 24A–26, 146A–148 Charlottenburger Straße 91–94 (Lage) | Wohn- und Mietshausgruppe Baudenkmale siehe: Gustav-Adolf-Straße 147 | 09040563 – Gustav-Adolf-Straße 25, Mietshaus, 1887 |                                                                 |
| 09040560 | Gustav-Adolf-Straße 24A–26, 146A–148 Charlottenburger Straße 91–94 (Lage) | Wohn- und Mietshausgruppe Baudenkmale siehe: Gustav-Adolf-Straße 147 | 09040564 – Gustav-Adolf-Straße 25A, Mietshaus, 1885 |                                                                 |
| 09040560 | Gustav-Adolf-Straße 24A–26, 146A–148 Charlottenburger Straße 91–94 (Lage) | Wohn- und Mietshausgruppe Baudenkmale siehe: Gustav-Adolf-Straße 147 | 09040565 – Gustav-Adolf-Straße 26, Mietshaus, 1884 | Berlin-Weißensee, Gustav-Adolf-Str. 26                          |
| 09040560 | Gustav-Adolf-Straße 24A–26, 146A–148 Charlottenburger Straße 91–94 (Lage) | Wohn- und Mietshausgruppe Baudenkmale siehe: Gustav-Adolf-Straße 147 | 09040567 – Gustav-Adolf-Straße 146A, Mietshaus, 1886 |                                                                 |
| 09040560 | Gustav-Adolf-Straße 24A–26, 146A–148 Charlottenburger Straße 91–94 (Lage) | Wohn- und Mietshausgruppe Baudenkmale siehe: Gustav-Adolf-Straße 147 | 09040566 – Gustav-Adolf-Straße 148, Mietshaus, 1881 |                                                                 |
| 09040560 | Gustav-Adolf-Straße 24A–26, 146A–148 Charlottenburger Straße 91–94 (Lage) | Wohn- und Mietshausgruppe Baudenkmale siehe: Gustav-Adolf-Straße 147 | 09040568 – Charlottenburger Straße 91, Mietshaus, um 1886 |                                                                 |
| 09040560 | Gustav-Adolf-Straße 24A–26, 146A–148 Charlottenburger Straße 91–94 (Lage) | Wohn- und Mietshausgruppe Baudenkmale siehe: Gustav-Adolf-Straße 147 | 09040569 – Charlottenburger Straße 93, Mietshaus, 1887 |                                                                 |
| 09040560 | Gustav-Adolf-Straße 24A–26, 146A–148 Charlottenburger Straße 91–94 (Lage) | Wohn- und Mietshausgruppe Baudenkmale siehe: Gustav-Adolf-Straße 147 | 09040570 – Charlottenburger Straße 94, Mietshaus, 1887 |                                                                 |
| 09030596 | Langhansstraße 120 Roelckestraße 169, 171 Streustraße (Lage) | 1. Gemeindeschule Weißensee Baudenkmale siehe: Roelckestraße 171 | Weitere Bestandteile des Ensembles: | Weitere Bestandteile des Ensembles:                             |
| 09030596 | Langhansstraße 120 Roelckestraße 169, 171 Streustraße (Lage) | 1. Gemeindeschule Weißensee Baudenkmale siehe: Roelckestraße 171 | 09030597 – Langhansstraße 120, Erweiterungsbau der 1. Gemeindeschule, um 1900 | 1. Gemeindeschule Weißensee                                     |
| 09030596 | Langhansstraße 120 Roelckestraße 169, 171 Streustraße (Lage) | 1. Gemeindeschule Weißensee Baudenkmale siehe: Roelckestraße 171 | 09097856 – Roelckestraße 171, Schulhaus, um 1870 |                                                                 |
| 09030596 | Langhansstraße 120 Roelckestraße 169, 171 Streustraße (Lage) | 1. Gemeindeschule Weißensee Baudenkmale siehe: Roelckestraße 171 | Nicht konstituierender Bestandteil des Ensembles: Roelckestraße 169 |                                                                 |
| 09040615 | Lehderstraße 16–19, 20/24, 25–25A, 35, 36/38, 39, 41–43, 74, 79–80, 85–88, 104–108 Goethestraße 24 Langhansstraße 134 Roelckestraße 6 Streustraße 18, 31, 86, 88, 102–104, 107 (Lage) | Goldleistenfabrik, Ruthenbergsche Mietgewerbehöfe und Einfriedungen Gesamtanlagen siehe: Lehderstraße 16...; 36–38... | Weitere Bestandteile des Ensembles: | Weitere Bestandteile des Ensembles:                             |
| 09040615 | Lehderstraße 16–19, 20/24, 25–25A, 35, 36/38, 39, 41–43, 74, 79–80, 85–88, 104–108 Goethestraße 24 Langhansstraße 134 Roelckestraße 6 Streustraße 18, 31, 86, 88, 102–104, 107 (Lage) | Goldleistenfabrik, Ruthenbergsche Mietgewerbehöfe und Einfriedungen Gesamtanlagen siehe: Lehderstraße 16...; 36–38... | 09040618 – Lehderstraße 20, Einfriedung, um 1903 |                                                                 |
| 09040615 | Lehderstraße 16–19, 20/24, 25–25A, 35, 36/38, 39, 41–43, 74, 79–80, 85–88, 104–108 Goethestraße 24 Langhansstraße 134 Roelckestraße 6 Streustraße 18, 31, 86, 88, 102–104, 107 (Lage) | Goldleistenfabrik, Ruthenbergsche Mietgewerbehöfe und Einfriedungen Gesamtanlagen siehe: Lehderstraße 16...; 36–38... | 09040619 – Lehderstraße 35, Verwaltungsgebäude und Einfriedung, 1907 |                                                                 |
| 09040615 | Lehderstraße 16–19, 20/24, 25–25A, 35, 36/38, 39, 41–43, 74, 79–80, 85–88, 104–108 Goethestraße 24 Langhansstraße 134 Roelckestraße 6 Streustraße 18, 31, 86, 88, 102–104, 107 (Lage) | Goldleistenfabrik, Ruthenbergsche Mietgewerbehöfe und Einfriedungen Gesamtanlagen siehe: Lehderstraße 16...; 36–38... | 09040620 – Lehderstraße (zwischen 35 und 36), Einfriedung, um 1927 |                                                                 |
| 09040615 | Lehderstraße 16–19, 20/24, 25–25A, 35, 36/38, 39, 41–43, 74, 79–80, 85–88, 104–108 Goethestraße 24 Langhansstraße 134 Roelckestraße 6 Streustraße 18, 31, 86, 88, 102–104, 107 (Lage) | Goldleistenfabrik, Ruthenbergsche Mietgewerbehöfe und Einfriedungen Gesamtanlagen siehe: Lehderstraße 16...; 36–38... | 09040621 – Lehderstraße 85A, Einfriedung, um 1927 |                                                                 |
| 09040579 | Max-Steinke-Straße 40–42 (Lage) | Mietshausgruppe | |                                                                 |
| 09040579 | Max-Steinke-Straße 40–42 (Lage) | Mietshausgruppe | Bestandteile des Ensembles: |                                                                 |
| 09040579 | Max-Steinke-Straße 40–42 (Lage) | Mietshausgruppe | 09040580 – Max-Steinke-Straße 40, Mietshaus, 1874, 1935 erweitert | Max-Steinke-Straße 40                                           |
| 09040579 | Max-Steinke-Straße 40–42 (Lage) | Mietshausgruppe | 09040581 – Max-Steinke-Straße 41, Mietshaus, 1875 | Max-Steinke-Straße 41                                           |
| 09040579 | Max-Steinke-Straße 40–42 (Lage) | Mietshausgruppe | 09040582 – Max-Steinke-Straße 42, Mietshaus, 1874 | Max-Steinke-Straße 42                                           |
| 09040583 | Parkstraße 3–8, 10 (Lage) | Wohn- und Mietshausgruppe | |                                                                 |
| 09040583 | Parkstraße 3–8, 10 (Lage) | Wohn- und Mietshausgruppe | Bestandteile des Ensembles: |                                                                 |
| 09040583 | Parkstraße 3–8, 10 (Lage) | Wohn- und Mietshausgruppe | 09040584 – Parkstraße 3, Mietshaus, 1884 | Parkstraße 3                                                    |
| 09040583 | Parkstraße 3–8, 10 (Lage) | Wohn- und Mietshausgruppe | 09040585 – Parkstraße 4, Mietshaus, 1883 | Parkstraße 4                                                    |
| 09040583 | Parkstraße 3–8, 10 (Lage) | Wohn- und Mietshausgruppe | 09040586 – Parkstraße 5, Mietshaus, 1884 | Parkstraße 5                                                    |
| 09040583 | Parkstraße 3–8, 10 (Lage) | Wohn- und Mietshausgruppe | 09040587 – Parkstraße 6, Mietshaus, 1885 | Parkstraße 6                                                    |
| 09040583 | Parkstraße 3–8, 10 (Lage) | Wohn- und Mietshausgruppe | 09040588 – Parkstraße 7, Mietshaus, 1885 | Parkstraße 7                                                    |
| 09040583 | Parkstraße 3–8, 10 (Lage) | Wohn- und Mietshausgruppe | 09040589 – Parkstraße 8, Mietshaus, 1886 | Parkstraße 8                                                    |
| 09040583 | Parkstraße 3–8, 10 (Lage) | Wohn- und Mietshausgruppe | 09040590 – Parkstraße 10, Mietshaus, 1885 | Parkstraße 10                                                   |
| 09030603 | Pistoriusstraße 6/7, 142–144 (Lage) | Wohn- und Mietshausgruppe Baudenkmale siehe: Pistoriusstraße 7 | |                                                                 |
| 09030603 | Pistoriusstraße 6/7, 142–144 (Lage) | Wohn- und Mietshausgruppe Baudenkmale siehe: Pistoriusstraße 7 | Weitere Bestandteile des Ensembles: |                                                                 |
| 09030603 | Pistoriusstraße 6/7, 142–144 (Lage) | Wohn- und Mietshausgruppe Baudenkmale siehe: Pistoriusstraße 7 | 09030605 – Pistoriusstraße 6, Villa, 1882 |                                                                 |
| 09030603 | Pistoriusstraße 6/7, 142–144 (Lage) | Wohn- und Mietshausgruppe Baudenkmale siehe: Pistoriusstraße 7 | 09030606 – Pistoriusstraße 142, Mietshaus, 1887 |                                                                 |
| 09030603 | Pistoriusstraße 6/7, 142–144 (Lage) | Wohn- und Mietshausgruppe Baudenkmale siehe: Pistoriusstraße 7 | 09030607 – Pistoriusstraße 142A, Mietshaus, 1887 |                                                                 |
| 09030603 | Pistoriusstraße 6/7, 142–144 (Lage) | Wohn- und Mietshausgruppe Baudenkmale siehe: Pistoriusstraße 7 | 09030608 – Pistoriusstraße 143, Wohnhaus, 1884 |                                                                 |
| 09030603 | Pistoriusstraße 6/7, 142–144 (Lage) | Wohn- und Mietshausgruppe Baudenkmale siehe: Pistoriusstraße 7 | 09030609 – Pistoriusstraße 144, Wohnhaus, 1885 |                                                                 |
| 09040545 | Woelckpromenade 1–7, 25–38 Amalienstraße 20–22 Berliner Allee 47, 51 Charlottenburger Straße 1–3, 9–10, 140–142 Max-Steinke-Straße 18–19 Paul-Oestreich-Straße 1–8 Parkstraße 102, 107–109 Pistoriusplatz 4/8, 9–22 Pistoriusstraße 16–17, 23–24B, 121, 126–127, 129–131, 133 Schönstraße 16–28 Tassostraße 1, 4–7, 11–17, 21–22 (Lage) | Gemeindeforum am Kreuzpfuhl, Gemeindebauten, Wohn- und Mietshäuser und deren Treppenhäuser, Gartenanlagen und deren Ausstattungen, Freiflächen mit Platz- und Wegegestaltungen Gesamtanlagen siehe: Pistoriusstraße 133 Woelckpromenade 2–7; 25–35; 36–37 Baudenkmale siehe: Charlottenburger Straße 140 Pistoriusstraße 17; 24; 127–128 Woelckpromenade 38 Gartendenkmale siehe: Woelckpromenade Parkanlage, Goldfischteich; Parkanlage am Kreuzpfuhl | |                                                                 |
| 09040545 | Woelckpromenade 1–7, 25–38 Amalienstraße 20–22 Berliner Allee 47, 51 Charlottenburger Straße 1–3, 9–10, 140–142 Max-Steinke-Straße 18–19 Paul-Oestreich-Straße 1–8 Parkstraße 102, 107–109 Pistoriusplatz 4/8, 9–22 Pistoriusstraße 16–17, 23–24B, 121, 126–127, 129–131, 133 Schönstraße 16–28 Tassostraße 1, 4–7, 11–17, 21–22 (Lage) | Gemeindeforum am Kreuzpfuhl, Gemeindebauten, Wohn- und Mietshäuser und deren Treppenhäuser, Gartenanlagen und deren Ausstattungen, Freiflächen mit Platz- und Wegegestaltungen Gesamtanlagen siehe: Pistoriusstraße 133 Woelckpromenade 2–7; 25–35; 36–37 Baudenkmale siehe: Charlottenburger Straße 140 Pistoriusstraße 17; 24; 127–128 Woelckpromenade 38 Gartendenkmale siehe: Woelckpromenade Parkanlage, Goldfischteich; Parkanlage am Kreuzpfuhl | Weitere Bestandteile des Ensembles: |                                                                 |
| 09040545 | Woelckpromenade 1–7, 25–38 Amalienstraße 20–22 Berliner Allee 47, 51 Charlottenburger Straße 1–3, 9–10, 140–142 Max-Steinke-Straße 18–19 Paul-Oestreich-Straße 1–8 Parkstraße 102, 107–109 Pistoriusplatz 4/8, 9–22 Pistoriusstraße 16–17, 23–24B, 121, 126–127, 129–131, 133 Schönstraße 16–28 Tassostraße 1, 4–7, 11–17, 21–22 (Lage) | Gemeindeforum am Kreuzpfuhl, Gemeindebauten, Wohn- und Mietshäuser und deren Treppenhäuser, Gartenanlagen und deren Ausstattungen, Freiflächen mit Platz- und Wegegestaltungen Gesamtanlagen siehe: Pistoriusstraße 133 Woelckpromenade 2–7; 25–35; 36–37 Baudenkmale siehe: Charlottenburger Straße 140 Pistoriusstraße 17; 24; 127–128 Woelckpromenade 38 Gartendenkmale siehe: Woelckpromenade Parkanlage, Goldfischteich; Parkanlage am Kreuzpfuhl | 09040557 – Pistoriusplatz 2/8, 9–22 / Charlottenburger Straße 9–10 / Max-Steinke-Straße 18–19 / Pistoriusstraße 121, 125–126, Wohnanlage 1930–1932 von Wilms                       |                                                                 |
| 09040545 | Woelckpromenade 1–7, 25–38 Amalienstraße 20–22 Berliner Allee 47, 51 Charlottenburger Straße 1–3, 9–10, 140–142 Max-Steinke-Straße 18–19 Paul-Oestreich-Straße 1–8 Parkstraße 102, 107–109 Pistoriusplatz 4/8, 9–22 Pistoriusstraße 16–17, 23–24B, 121, 126–127, 129–131, 133 Schönstraße 16–28 Tassostraße 1, 4–7, 11–17, 21–22 (Lage) | Gemeindeforum am Kreuzpfuhl, Gemeindebauten, Wohn- und Mietshäuser und deren Treppenhäuser, Gartenanlagen und deren Ausstattungen, Freiflächen mit Platz- und Wegegestaltungen Gesamtanlagen siehe: Pistoriusstraße 133 Woelckpromenade 2–7; 25–35; 36–37 Baudenkmale siehe: Charlottenburger Straße 140 Pistoriusstraße 17; 24; 127–128 Woelckpromenade 38 Gartendenkmale siehe: Woelckpromenade Parkanlage, Goldfischteich; Parkanlage am Kreuzpfuhl | 09040555 – Pistoriusstraße 16, Mietshaus, 1910 von Carl James Bühring |                                                                 |
| 09040545 | Woelckpromenade 1–7, 25–38 Amalienstraße 20–22 Berliner Allee 47, 51 Charlottenburger Straße 1–3, 9–10, 140–142 Max-Steinke-Straße 18–19 Paul-Oestreich-Straße 1–8 Parkstraße 102, 107–109 Pistoriusplatz 4/8, 9–22 Pistoriusstraße 16–17, 23–24B, 121, 126–127, 129–131, 133 Schönstraße 16–28 Tassostraße 1, 4–7, 11–17, 21–22 (Lage) | Gemeindeforum am Kreuzpfuhl, Gemeindebauten, Wohn- und Mietshäuser und deren Treppenhäuser, Gartenanlagen und deren Ausstattungen, Freiflächen mit Platz- und Wegegestaltungen Gesamtanlagen siehe: Pistoriusstraße 133 Woelckpromenade 2–7; 25–35; 36–37 Baudenkmale siehe: Charlottenburger Straße 140 Pistoriusstraße 17; 24; 127–128 Woelckpromenade 38 Gartendenkmale siehe: Woelckpromenade Parkanlage, Goldfischteich; Parkanlage am Kreuzpfuhl | 09040556 – Pistoriusstraße 23, Restaurant der ehem. Turn- und Festspielhalle, 1907–1908 von Carl James Bühring, mit umgebenden Grünflächen                                         |                                                                 |
| 09040545 | Woelckpromenade 1–7, 25–38 Amalienstraße 20–22 Berliner Allee 47, 51 Charlottenburger Straße 1–3, 9–10, 140–142 Max-Steinke-Straße 18–19 Paul-Oestreich-Straße 1–8 Parkstraße 102, 107–109 Pistoriusplatz 4/8, 9–22 Pistoriusstraße 16–17, 23–24B, 121, 126–127, 129–131, 133 Schönstraße 16–28 Tassostraße 1, 4–7, 11–17, 21–22 (Lage) | Gemeindeforum am Kreuzpfuhl, Gemeindebauten, Wohn- und Mietshäuser und deren Treppenhäuser, Gartenanlagen und deren Ausstattungen, Freiflächen mit Platz- und Wegegestaltungen Gesamtanlagen siehe: Pistoriusstraße 133 Woelckpromenade 2–7; 25–35; 36–37 Baudenkmale siehe: Charlottenburger Straße 140 Pistoriusstraße 17; 24; 127–128 Woelckpromenade 38 Gartendenkmale siehe: Woelckpromenade Parkanlage, Goldfischteich; Parkanlage am Kreuzpfuhl | 09040553 – Pistoriusstraße 130–131 / Tassostraße 11–13, Wohnanlage mit Vorgärten, 1929–1930                                                                                        |                                                                 |
| 09040545 | Woelckpromenade 1–7, 25–38 Amalienstraße 20–22 Berliner Allee 47, 51 Charlottenburger Straße 1–3, 9–10, 140–142 Max-Steinke-Straße 18–19 Paul-Oestreich-Straße 1–8 Parkstraße 102, 107–109 Pistoriusplatz 4/8, 9–22 Pistoriusstraße 16–17, 23–24B, 121, 126–127, 129–131, 133 Schönstraße 16–28 Tassostraße 1, 4–7, 11–17, 21–22 (Lage) | Gemeindeforum am Kreuzpfuhl, Gemeindebauten, Wohn- und Mietshäuser und deren Treppenhäuser, Gartenanlagen und deren Ausstattungen, Freiflächen mit Platz- und Wegegestaltungen Gesamtanlagen siehe: Pistoriusstraße 133 Woelckpromenade 2–7; 25–35; 36–37 Baudenkmale siehe: Charlottenburger Straße 140 Pistoriusstraße 17; 24; 127–128 Woelckpromenade 38 Gartendenkmale siehe: Woelckpromenade Parkanlage, Goldfischteich; Parkanlage am Kreuzpfuhl | 09040558 – Tassostraße 1, 4–5, 14–16, 21–22 / Berliner Allee 47–51 / Charlottenburger Straße 1–3, 141–142 / Parkstraße 107–109, Mietshausanlagen, 1910–1916 von Carl James Bühring |                                                                 |
| 09040545 | Woelckpromenade 1–7, 25–38 Amalienstraße 20–22 Berliner Allee 47, 51 Charlottenburger Straße 1–3, 9–10, 140–142 Max-Steinke-Straße 18–19 Paul-Oestreich-Straße 1–8 Parkstraße 102, 107–109 Pistoriusplatz 4/8, 9–22 Pistoriusstraße 16–17, 23–24B, 121, 126–127, 129–131, 133 Schönstraße 16–28 Tassostraße 1, 4–7, 11–17, 21–22 (Lage) | Gemeindeforum am Kreuzpfuhl, Gemeindebauten, Wohn- und Mietshäuser und deren Treppenhäuser, Gartenanlagen und deren Ausstattungen, Freiflächen mit Platz- und Wegegestaltungen Gesamtanlagen siehe: Pistoriusstraße 133 Woelckpromenade 2–7; 25–35; 36–37 Baudenkmale siehe: Charlottenburger Straße 140 Pistoriusstraße 17; 24; 127–128 Woelckpromenade 38 Gartendenkmale siehe: Woelckpromenade Parkanlage, Goldfischteich; Parkanlage am Kreuzpfuhl | 09040554 – Tassostraße 6–7, Wohnanlage mit Vorgärten, 1937–1938 von Werner Harting                                                                                                 |                                                                 |
| 09040545 | Woelckpromenade 1–7, 25–38 Amalienstraße 20–22 Berliner Allee 47, 51 Charlottenburger Straße 1–3, 9–10, 140–142 Max-Steinke-Straße 18–19 Paul-Oestreich-Straße 1–8 Parkstraße 102, 107–109 Pistoriusplatz 4/8, 9–22 Pistoriusstraße 16–17, 23–24B, 121, 126–127, 129–131, 133 Schönstraße 16–28 Tassostraße 1, 4–7, 11–17, 21–22 (Lage) | Gemeindeforum am Kreuzpfuhl, Gemeindebauten, Wohn- und Mietshäuser und deren Treppenhäuser, Gartenanlagen und deren Ausstattungen, Freiflächen mit Platz- und Wegegestaltungen Gesamtanlagen siehe: Pistoriusstraße 133 Woelckpromenade 2–7; 25–35; 36–37 Baudenkmale siehe: Charlottenburger Straße 140 Pistoriusstraße 17; 24; 127–128 Woelckpromenade 38 Gartendenkmale siehe: Woelckpromenade Parkanlage, Goldfischteich; Parkanlage am Kreuzpfuhl | 09040559 – Woelckpromenade, östliche Straßenseite, Promenade, um 1930 |                                                                 |

## Denkmalbereiche (Gesamtanlagen)
| Nr.      | Lage | Offizielle Bezeichnung                                                                    | Beschreibung | Bild                                                                    |
| -------- | --- | ----------------------------------------------------------------------------------------- | --- | ----------------------------------------------------------------------- |
| 09040598 | Amalienstraße 6/8 Blechenstraße Parkstraße (Lage) | Weltliche Schule                                                                          | 1929–1931 von Reinhold Mittmann |                                                                         |
| 09040598 | Amalienstraße 6/8 Blechenstraße Parkstraße (Lage) | Weltliche Schule                                                                          | Lehrerwohnhaus |                                                                         |
| 09030610 | Behaimstraße 29–39 (Lage) | Kath. St.-Joseph-Kirche mit Pfarr- und Gemeindehaus                                       | 1898–1899 von Moritz & Welz |                                                                         |
| 09030610 | Behaimstraße 29–39 (Lage) | Kath. St.-Joseph-Kirche mit Pfarr- und Gemeindehaus                                       | Katholische Theresienschule, 1905–1906 von Moritz & Welz |                                                                         |
| 09030610 | Behaimstraße 29–39 (Lage) | Kath. St.-Joseph-Kirche mit Pfarr- und Gemeindehaus                                       | Kindertagesstätte (Pfarrhaus) |                                                                         |
| 09030611 | Berliner Allee 121–121G, 125 (Lage) | Sternecker Brauerei                                                                       | Sudhaus, 1885–1886, Um- und Anbauten, 1922–1927. 2011–2013 wurden marode Anbauten abgerissen, die anderen Gebäudekomplexe miteinander verbunden und zu einem Wohnensemble umgebaut. |                                                                         |
| 09030611 | Berliner Allee 121–121G, 125 (Lage) | Sternecker Brauerei                                                                       | Fabrikgebäude |                                                                         |
| 09030611 | Berliner Allee 121–121G, 125 (Lage) | Sternecker Brauerei                                                                       | Saalbauten, um 1900 |                                                                         |
| 09030611 | Berliner Allee 121–121G, 125 (Lage) | Sternecker Brauerei                                                                       | Pförtnerhaus |                                                                         |
| 09030612 | Berliner Allee 180/182 Falkenberger Straße (Lage) | Dorfkirche Weißensee                                                                      | Kirche, Kern vermutlich 2. Hälfte 15. Jh.; Westportal und Turmaufsatz nach 1830, Schinkel-Umkreis; Querschiff und Chorschluss, 1899 von Theodor Prüfer, Wiederaufbau, 1948–1949 von Herbert Erbs |                                                                         |
| 09030612 | Berliner Allee 180/182 Falkenberger Straße (Lage) | Dorfkirche Weißensee                                                                      | Pfarrhaus, um 1900 |                                                                         |
| 09030612 | Berliner Allee 180/182 Falkenberger Straße (Lage) | Dorfkirche Weißensee                                                                      | Mausoleum Pistorius, um 1858 |                                                                         |
| 09030612 | Berliner Allee 180/182 Falkenberger Straße (Lage) | Dorfkirche Weißensee                                                                      | Grüngestaltung mit Grabmal A. Harder und Gitter |                                                                         |
| 09030612 | Berliner Allee 180/182 Falkenberger Straße (Lage) | Dorfkirche Weißensee                                                                      | Einfriedung und Stützmauer |                                                                         |
| 09040600 | Berliner Allee 218, 224, 228/232, 236/238 Graacher Straße 1–5A, 8–12 Wehlener Straße 1–5A, 6–10A (Lage)                                                                                       | Wohnanlage                                                                                | 1927–1929 von Hermann Dernburg |                                                                         |
| 09030598 | Berliner Allee 252/260 Liebermannstraße 45 Neumagener Straße 21/33 (Lage) | Apparate-Werk Carl Otto Raspe (Askania-Haus) mit Mauer, Bunker und Wachturm des MfS       | Askania-Haus 1940–1941 von Richard Schubert für die Unternehmer Raspe aus Weißensee Ab 1945 war es das neue Rathaus des Stadtbezirks Weißensee. Von 1947 bis 1953 diente das Gebäude der Hauptverwaltung des sowjetischen Eigentums im Ausland beim Ministerrat der UdSSR (auch: HV des sowjetischen Vermögens im Ausland; HV der Sowjetische sowjetischen Aktiengesellschaften im Ausland), Deutsche Niederlassung, Chef: Generaloberst B. Kobulow. Von 1953 bis Ende 1989 nutzte die Hauptabteilung Personenschutz der Staatssicherheit (Personalbestand: 3.762 Mitarbeiter) die Einrichtung. Am 3. Januar 1990 übernahmen Mitglieder des Runden Tisches das Gebäude. Seit 2. November 1990 diente es wieder als Rathaus des Stadtbezirks Weißensee sowie dem Finanzamt Pankow/Weissensee. Mit der Verwaltungsreform wurde aus dem Gebäudeteil Berliner Allee Ecke Liebermannstraße das Rathaus Weißensee, als Bürgerberatungsstelle und Zweigstelle des Rathauses Pankow, zu dem Weißensee seitdem gehört. Der weit größere Teil des Gebäudes ist seit 2005 die sogenannte „Kreativstadt Weißensee“, auch „ECC – European Creative Center“ genannt. XXXX alles auskommentiert, morgen gibt es einen komplett neuen beitrag zu dem Gebäude!! Dann wird dieser text stark gestrafft | Askania-Haus                                                            |
| 09030598 | Berliner Allee 252/260 Liebermannstraße 45 Neumagener Straße 21/33 (Lage) | Apparate-Werk Carl Otto Raspe (Askania-Haus) mit Mauer, Bunker und Wachturm des MfS       | Verwaltungsgebäude mit Saal und Kegelbahn, 1940–1941 von Richard Schubert | Eingangsbereich                                                         |
| 09030598 | Berliner Allee 252/260 Liebermannstraße 45 Neumagener Straße 21/33 (Lage) | Apparate-Werk Carl Otto Raspe (Askania-Haus) mit Mauer, Bunker und Wachturm des MfS       | Fabrikbau | Fassadenansicht                                                         |
| 09030598 | Berliner Allee 252/260 Liebermannstraße 45 Neumagener Straße 21/33 (Lage) | Apparate-Werk Carl Otto Raspe (Askania-Haus) mit Mauer, Bunker und Wachturm des MfS       | Verladestation, Heizhaus und Garagen, um 1938 | Schornstein von der Heizanlage                                          |
| 09030598 | Berliner Allee 252/260 Liebermannstraße 45 Neumagener Straße 21/33 (Lage) | Apparate-Werk Carl Otto Raspe (Askania-Haus) mit Mauer, Bunker und Wachturm des MfS       | Umbauten für das Ministerium für Staatssicherheit, Mauer und Wachturm Typ BT6, 1970/1979 |                                                                         |
| 09030598 | Berliner Allee 252/260 Liebermannstraße 45 Neumagener Straße 21/33 (Lage) | Apparate-Werk Carl Otto Raspe (Askania-Haus) mit Mauer, Bunker und Wachturm des MfS       | Garagenbau und Schießstand |                                                                         |
| 09030598 | Berliner Allee 252/260 Liebermannstraße 45 Neumagener Straße 21/33 (Lage) | Apparate-Werk Carl Otto Raspe (Askania-Haus) mit Mauer, Bunker und Wachturm des MfS       | Bunker und Geheimtunnel | Bunkerdecke                                                             |
| 09030613 | Bühringstraße 20 (Lage) | Kunsthochschule Berlin-Weißensee                                                          | Ausstellungsfoyer, 1955–1956 von Selman Selmanagic, unter Beteiligung von Peter Flierl, Erwin Krause und Günther Köhler |                                                                         |
| 09030613 | Bühringstraße 20 (Lage) | Kunsthochschule Berlin-Weißensee                                                          | Unterrichtsgebäude |                                                                         |
| 09030613 | Bühringstraße 20 (Lage) | Kunsthochschule Berlin-Weißensee                                                          | Mensa- und Aulagebäude |                                                                         |
| 09030613 | Bühringstraße 20 (Lage) | Kunsthochschule Berlin-Weißensee                                                          | Gartenhof |                                                                         |
| 09030613 | Bühringstraße 20 (Lage) | Kunsthochschule Berlin-Weißensee                                                          | Verwaltungs- und Funktionsgebäude, 1933–1934 von Arnold Kuthe für die Trumpf-Schokoladenfabrik |                                                                         |
| 09030613 | Bühringstraße 20 (Lage) | Kunsthochschule Berlin-Weißensee                                                          | ehem. Schwimmbassin |                                                                         |
| 09040338 | Buschallee 8–23, 24–68, 71–84, 94–107 Gartenstraße 12–13, 22–25A Hansastraße 174/176 Sulzfelder Straße 2/6 (Lage)                                                                             | Wohnanlage Bestandteil des Ensembles: Buschallee                                          | Randbebauung, 1925–1930 von Bruno Taut für die Gemeinnützige Heimstätten-, Spar- und Bau AG errichtet |                                                                         |
| 09040338 | Buschallee 8–23, 24–68, 71–84, 94–107 Gartenstraße 12–13, 22–25A Hansastraße 174/176 Sulzfelder Straße 2/6 (Lage)                                                                             | Wohnanlage Bestandteil des Ensembles: Buschallee                                          | Appartementhäuser |                                                                         |
| 09040338 | Buschallee 8–23, 24–68, 71–84, 94–107 Gartenstraße 12–13, 22–25A Hansastraße 174/176 Sulzfelder Straße 2/6 (Lage)                                                                             | Wohnanlage Bestandteil des Ensembles: Buschallee                                          | Eckhaus |                                                                         |
| 09030599 | Caseler Straße 1–5 Berliner Allee 196/198 Trierer Straße 9/17 (Lage) | Wohnanlage                                                                                | 1913–1914 von Carl James Bühring | Berlin-Weißensee Wohnanlage Caseler Straße.jpg                          |
| 09040595 | Charlottenburger Straße 27–28 (Lage) | Verwaltungsgebäude der Allgemeinen Ortskrankenkasse und Badehaus                          | Verwaltungsgebäude, 1927–1928 von E. H. Schweizer | Verwaltungsgebäude der Allgemeinen Ortskrankenkasse                     |
| 09040595 | Charlottenburger Straße 27–28 (Lage) | Verwaltungsgebäude der Allgemeinen Ortskrankenkasse und Badehaus                          | Badehaus, 1927–1929 von E. H. Schweizer | Badehaus hinter dem Verwaltungsgebäude der Allgemeinen Ortskrankenkasse |
| 09040596 | Charlottenburger Straße 106A–110A Eilveser Straße 3/5, 9/13 Ettersburger Weg 1–6 Scharnweberstraße 9 (Lage)                                                                                   | Wohnanlage                                                                                | 1929–1930 von Molitz |                                                                         |
| 09040344 | Gartenstraße 1–5 Indira-Gandhi-Straße (Lage) | St.-Joseph-Krankenhaus Bestandteil des Ensembles: St.-Joseph-Krankenhaus                  | St.-Joseph-Krankenhaus, 1891–1893 von Otto Lindner; Einfriedung |                                                                         |
| 09040344 | Gartenstraße 1–5 Indira-Gandhi-Straße (Lage) | St.-Joseph-Krankenhaus Bestandteil des Ensembles: St.-Joseph-Krankenhaus                  | Erweiterung um 1900 |                                                                         |
| 09040344 | Gartenstraße 1–5 Indira-Gandhi-Straße (Lage) | St.-Joseph-Krankenhaus Bestandteil des Ensembles: St.-Joseph-Krankenhaus                  | Außenanlagen, 1891–1893 von Otto Lindner |                                                                         |
| 09040344 | Gartenstraße 1–5 Indira-Gandhi-Straße (Lage) | St.-Joseph-Krankenhaus Bestandteil des Ensembles: St.-Joseph-Krankenhaus                  | Kapelle um 1910 von Karl Weiss |                                                                         |
| 09040344 | Gartenstraße 1–5 Indira-Gandhi-Straße (Lage) | St.-Joseph-Krankenhaus Bestandteil des Ensembles: St.-Joseph-Krankenhaus                  | Nördlicher und südlicher Anbau, 1928–1930 von H. Brunning |                                                                         |
| 09040345 | Gartenstraße 30–34 Wegenerstraße 7–8 (Lage) | Wohnanlage                                                                                | 1924–1927 von Bruno Möhring in Zusammenarbeit mit Hans Spitzner (siehe auch Gartendenkmal Gartenstraße 30-34) |                                                                         |
| 09030614 | Goethestraße 50/54 Charlottenburger Straße (Lage) | Lackfabrik Warnecke und Böhm                                                              | Wohn- und Verwaltungsgebäude mit Durchfahrt zur Goethestraße 48, 1921–1922 von Werry Roth, Dachausbau 1928 |                                                                         |
| 09030614 | Goethestraße 50/54 Charlottenburger Straße (Lage) | Lackfabrik Warnecke und Böhm                                                              | Laborgebäude mit Einfriedung, 1939–1940 von Otto Schneider |                                                                         |
| 09030615 | Gounodstraße 51/53 Meyerbeerstraße 64/68 (Lage) | Stoffdruckfabrik                                                                          | Verwaltungsgebäude (Gounodstraße), 1923–1925 von Hans Berthold | Ehem. Stoffdruckfabrik                                                  |
| 09030615 | Gounodstraße 51/53 Meyerbeerstraße 64/68 (Lage) | Stoffdruckfabrik                                                                          | Fabrikhalle (Meyerbeerstraße), 1923–1925 von Hans Berthold |                                                                         |
| 09030616 | Große Seestraße 10 (Lage) | Weißenseer Park                                                                           | Freilichtbühne im Park am Weißen See, um 1956–1957 | Blick auf die Freilichtbühne anno 1957                                  |
| 09030616 | Große Seestraße 10 (Lage) | Weißenseer Park                                                                           | Musikpavillon und Nebengebäude, um 1956–1957 | Blick auf die Freilichtbühne anno 1957                                  |
| 09030616 | Große Seestraße 10 (Lage) | Weißenseer Park                                                                           | Pergolen und Einfriedung, um 1956–1957 |                                                                         |
| 09030617 | Gustav-Adolf-Straße 67–74 (Lage) | Friedhof der Segensgemeinde                                                               | Friedhofsmauer und Tor, 1882 |                                                                         |
| 09030617 | Gustav-Adolf-Straße 67–74 (Lage) | Friedhof der Segensgemeinde                                                               | Verwaltungsgebäude, 1882 |                                                                         |
| 09030617 | Gustav-Adolf-Straße 67–74 (Lage) | Friedhof der Segensgemeinde                                                               | Kapelle, 1882 | Friedhof der Segensgemeinde                                             |
| 09030617 | Gustav-Adolf-Straße 67–74 (Lage) | Friedhof der Segensgemeinde                                                               | Rondell mit Jesusstatue | Friedhof der Segensgemeinde                                             |
| 09030618 | Gustav-Adolf-Straße 107 Schmohlstraße 22 (Lage) | Gaswerk                                                                                   | Büro- und Wohngebäude, 1888; Erweiterung 1903 |                                                                         |
| 09030618 | Gustav-Adolf-Straße 107 Schmohlstraße 22 (Lage) | Gaswerk                                                                                   | Retortenhaus, 1903 |                                                                         |
| 09030618 | Gustav-Adolf-Straße 107 Schmohlstraße 22 (Lage) | Gaswerk                                                                                   | Stationsmesser- und Reglerhaus, 1903 |                                                                         |
| 09030618 | Gustav-Adolf-Straße 107 Schmohlstraße 22 (Lage) | Gaswerk                                                                                   | Funktionsgebäude, 1903 |                                                                         |
| 09020097 | Gustav-Adolf-Straße 140 (Lage) | Ladenkombinat Hamburger Platz                                                             | Kaufhalle, 1959–1961 vom Entwurfskollektiv Wolfgang Radke Diese Verkaufseinrichtung wurde in den 2010er Jahren aufgegeben. Instandsetzungen sind begonnen worden, wie ein Blick in das Innere zeigt, aber offenbar zum Erliegen gekommen. Es handelt sich um einen Flachbau, der eine bauliche Verbindung zum benachbarten Wohnhaus am Hamburger Platz aufweist. |                                                                         |
| 09020097 | Gustav-Adolf-Straße 140 (Lage) | Ladenkombinat Hamburger Platz                                                             | Freiflächengestaltung mit Bronzeplastik Rollerkinder, 1976 von Stephan Horota |                                                                         |
| 09040348 | Hansastraße 178/180 (Lage) | Säuglingskrankenhaus                                                                      | Auditoriumsgebäude, 1911 von Carl James Bühring | Hauptgebäude des Säuglingskrankenhauses                                 |
| 09040348 | Hansastraße 178/180 (Lage) | Säuglingskrankenhaus                                                                      | Leichenhalle |                                                                         |
| 09040348 | Hansastraße 178/180 (Lage) | Säuglingskrankenhaus                                                                      | Isolierpavillon | Hauptgebäude des Säuglingskrankenhauses                                 |
| 09040348 | Hansastraße 178/180 (Lage) | Säuglingskrankenhaus                                                                      | Grünanlage mit Skulptur |                                                                         |
| 09040348 | Hansastraße 178/180 (Lage) | Säuglingskrankenhaus                                                                      | Pferdestall mit Wagenremise |                                                                         |
| 09040348 | Hansastraße 178/180 (Lage) | Säuglingskrankenhaus                                                                      | Wirtschaftsgebäude (Musterkuhstall, Melkraum, Milchverarbeitungsraum), Erweiterung 1935 | Hauptgebäude des Säuglingskrankenhauses                                 |
| 09030619 | Herbert-Baum-Straße 45 (Lage) | Friedhof der Jüdischen Gemeinde                                                           | Friedhofsmauer (siehe auch Gesamtanlage Herbert-Baum-Straße 45) |                                                                         |
| 09030619 | Herbert-Baum-Straße 45 (Lage) | Friedhof der Jüdischen Gemeinde                                                           | Pförtnerhaus |                                                                         |
| 09030619 | Herbert-Baum-Straße 45 (Lage) | Friedhof der Jüdischen Gemeinde                                                           | Eingangsgebäude Dienstwohnung |                                                                         |
| 09030619 | Herbert-Baum-Straße 45 (Lage) | Friedhof der Jüdischen Gemeinde                                                           | Trauerhalle, 1880 von Hugo Licht | Eingangsbauten des Jüdischen Friedhofs in Berlin-Weißensee              |
| 09030619 | Herbert-Baum-Straße 45 (Lage) | Friedhof der Jüdischen Gemeinde                                                           | Ehrenfeld für die im Ersten Weltkrieg gefallenen jüdischen Soldaten, 1914–1916 mit Ehrenmal, 1927 von Alexander Beer (siehe auch Gartendenkmal Herbert-Baum-Straße 45) |                                                                         |
| 09040349 | Indira-Gandhi-Straße 110–123 (Lage) | Friedhof der Auferstehungsgemeinde                                                        | Friedhofskapelle, um 1900 |                                                                         |
| 09040349 | Indira-Gandhi-Straße 110–123 (Lage) | Friedhof der Auferstehungsgemeinde                                                        | Umfassungsmauer mit Portal, um 1900 |                                                                         |
| 09040349 | Indira-Gandhi-Straße 110–123 (Lage) | Friedhof der Auferstehungsgemeinde                                                        | Verwaltungsgebäude |                                                                         |
| 09040349 | Indira-Gandhi-Straße 110–123 (Lage) | Friedhof der Auferstehungsgemeinde                                                        | Nebengebäude |                                                                         |
| 09040349 | Indira-Gandhi-Straße 110–123 (Lage) | Friedhof der Auferstehungsgemeinde                                                        | Grabmal Grundei |                                                                         |
| 09040616 | Lehderstraße 16, 19, 22–25A, 107–108 Langhansstraße 134 Roelckestraße 6 Streustraße 18, 30, 31, 102, 103, 107 (Lage)                                                                          | Goldleistenfabrik, Ruthenbergsche Mietgewerbehöfe Bestandteil des Ensembles: Lehderstraße | Goldleistenfabrik (16–19), 2 Fabrikationsgebäude, 1902–1904 | Goldleistenfabrik                                                       |
| 09040616 | Lehderstraße 16, 19, 22–25A, 107–108 Langhansstraße 134 Roelckestraße 6 Streustraße 18, 30, 31, 102, 103, 107 (Lage)                                                                          | Goldleistenfabrik, Ruthenbergsche Mietgewerbehöfe Bestandteil des Ensembles: Lehderstraße | Goldleistenfabrik, Werkstattschuppen, 1902–1904 |                                                                         |
| 09040616 | Lehderstraße 16, 19, 22–25A, 107–108 Langhansstraße 134 Roelckestraße 6 Streustraße 18, 30, 31, 102, 103, 107 (Lage)                                                                          | Goldleistenfabrik, Ruthenbergsche Mietgewerbehöfe Bestandteil des Ensembles: Lehderstraße | Werkstattbau (22) |                                                                         |
| 09040616 | Lehderstraße 16, 19, 22–25A, 107–108 Langhansstraße 134 Roelckestraße 6 Streustraße 18, 30, 31, 102, 103, 107 (Lage)                                                                          | Goldleistenfabrik, Ruthenbergsche Mietgewerbehöfe Bestandteil des Ensembles: Lehderstraße | Hof (24–25) | Goldleistenfabrik                                                       |
| 09040616 | Lehderstraße 16, 19, 22–25A, 107–108 Langhansstraße 134 Roelckestraße 6 Streustraße 18, 30, 31, 102, 103, 107 (Lage)                                                                          | Goldleistenfabrik, Ruthenbergsche Mietgewerbehöfe Bestandteil des Ensembles: Lehderstraße | Wohnbauten (104–108) |                                                                         |
| 09040616 | Lehderstraße 16, 19, 22–25A, 107–108 Langhansstraße 134 Roelckestraße 6 Streustraße 18, 30, 31, 102, 103, 107 (Lage)                                                                          | Goldleistenfabrik, Ruthenbergsche Mietgewerbehöfe Bestandteil des Ensembles: Lehderstraße | Werkstattbau (Streustraße 18) |                                                                         |
| 09040616 | Lehderstraße 16, 19, 22–25A, 107–108 Langhansstraße 134 Roelckestraße 6 Streustraße 18, 30, 31, 102, 103, 107 (Lage)                                                                          | Goldleistenfabrik, Ruthenbergsche Mietgewerbehöfe Bestandteil des Ensembles: Lehderstraße | Hof (30–31) |                                                                         |
| 09040617 | Lehderstraße 36–38, 39, 41–43, 74, 79, 80, 85–85A, 86–88 Goethestraße 24 Streustraße 86/88 (Lage)                                                                                             | Ruthenbergsche Mietgewerbehöfe Bestandteil des Ensembles: Lehderstraße                    | Hof 36–38, 1907–1908 |                                                                         |
| 09040617 | Lehderstraße 36–38, 39, 41–43, 74, 79, 80, 85–85A, 86–88 Goethestraße 24 Streustraße 86/88 (Lage)                                                                                             | Ruthenbergsche Mietgewerbehöfe Bestandteil des Ensembles: Lehderstraße                    | Hof 39–41, 1907–1908 |                                                                         |
| 09040617 | Lehderstraße 36–38, 39, 41–43, 74, 79, 80, 85–85A, 86–88 Goethestraße 24 Streustraße 86/88 (Lage)                                                                                             | Ruthenbergsche Mietgewerbehöfe Bestandteil des Ensembles: Lehderstraße                    | Hof 42–43, 1907–1908 |                                                                         |
| 09040617 | Lehderstraße 36–38, 39, 41–43, 74, 79, 80, 85–85A, 86–88 Goethestraße 24 Streustraße 86/88 (Lage)                                                                                             | Ruthenbergsche Mietgewerbehöfe Bestandteil des Ensembles: Lehderstraße                    | Hof 74–79, 1907–1908 Der Hofbereich 74–79 ist nunmehr Bestandteil des Steinmetzhofs. | Gewerbehof Lehderstraße 74–79 im August 2013.                           |
| 09040617 | Lehderstraße 36–38, 39, 41–43, 74, 79, 80, 85–85A, 86–88 Goethestraße 24 Streustraße 86/88 (Lage)                                                                                             | Ruthenbergsche Mietgewerbehöfe Bestandteil des Ensembles: Lehderstraße                    | Hof 80–85, 1907–1908 |                                                                         |
| 09040617 | Lehderstraße 36–38, 39, 41–43, 74, 79, 80, 85–85A, 86–88 Goethestraße 24 Streustraße 86/88 (Lage)                                                                                             | Ruthenbergsche Mietgewerbehöfe Bestandteil des Ensembles: Lehderstraße                    | Hof 86–88, 1907–1908 |                                                                         |
| 09040350 | Liebermannstraße 20/22 (Lage) | Kinderwochenheim                                                                          | Hauptgebäude, 1952–1956 |                                                                         |
| 09040350 | Liebermannstraße 20/22 (Lage) | Kinderwochenheim                                                                          | Anbau |                                                                         |
| 09040350 | Liebermannstraße 20/22 (Lage) | Kinderwochenheim                                                                          | Hof |                                                                         |
| 09040352 | Liebermannstraße 114/126 Piesporter Straße 23 (Lage) | Werkswohnanlage                                                                           | 1921 von Erich Olszewski |                                                                         |
| 09030620 | Max-Steinke-Straße 21–22 Pistoriusstraße 119–120 (Lage) | Gemeinde- und Pfarrhaus Bethanien                                                         | Gemeindehaus Bethanien, 1908–1909 von Heinrich Otto Hoffmann | Gemeinde- und Pfarrhaus Bethanien                                       |
| 09030620 | Max-Steinke-Straße 21–22 Pistoriusstraße 119–120 (Lage) | Gemeinde- und Pfarrhaus Bethanien                                                         | Pfarrhaus | Gemeinde- und Pfarrhaus Bethanien                                       |
| 09030620 | Max-Steinke-Straße 21–22 Pistoriusstraße 119–120 (Lage) | Gemeinde- und Pfarrhaus Bethanien                                                         | Vorgarten und Hof | Gemeinde- und Pfarrhaus Bethanien                                       |
| 09030620 | Max-Steinke-Straße 21–22 Pistoriusstraße 119–120 (Lage) | Gemeinde- und Pfarrhaus Bethanien                                                         | Einfriedung mit Gang | Gemeinde- und Pfarrhaus Bethanien                                       |
| 09040599 | Meyerbeerstraße 102–105, 107, 109–115, 117, 119–122 Benfelder Straße 1–8 Gounodstraße 87/95, 99/103, 107/109 Lindenallee 49–52 Mutziger Straße 1–8 Solonplatz (Lage)                          | Wohnanlage                                                                                | 1927–1929 von Franz Fedler |                                                                         |
| 09040599 | Meyerbeerstraße 102–105, 107, 109–115, 117, 119–122 Benfelder Straße 1–8 Gounodstraße 87/95, 99/103, 107/109 Lindenallee 49–52 Mutziger Straße 1–8 Solonplatz (Lage)                          | Wohnanlage                                                                                | Pavillon (Solonplatz), 1929 |                                                                         |
| 09040597 | Parkstraße 62–65 (Lage) | Wohnhausgruppe                                                                            | (62/63), 1893 |                                                                         |
| 09040597 | Parkstraße 62–65 (Lage) | Wohnhausgruppe                                                                            | (64/65), 1893 |                                                                         |
| 09040547 | Pistoriusstraße 133 Parkstraße 102 Tassostraße (Lage) | Schulkomplex mit Lehrerwohnhaus Bestandteil des Ensembles: Gemeindeforum am Kreuzpfuhl    | Schule, 1926–1928 von Josef Tiedemann |                                                                         |
| 09040547 | Pistoriusstraße 133 Parkstraße 102 Tassostraße (Lage) | Schulkomplex mit Lehrerwohnhaus Bestandteil des Ensembles: Gemeindeforum am Kreuzpfuhl    | Lehrerwohnhaus |                                                                         |
| 09040602 | Puccinistraße 30/40 (Lage) | Gummiwarenfabrik                                                                          | Direktorenwohnhaus mit Einfriedung, 1896–1898 von A. Winckler |                                                                         |
| 09040602 | Puccinistraße 30/40 (Lage) | Gummiwarenfabrik                                                                          | Fabrikgebäude, 1896–1898 von A. Winckler |                                                                         |
| 09040602 | Puccinistraße 30/40 (Lage) | Gummiwarenfabrik                                                                          | Kontor- und Verwaltungsgebäude, 1908 |                                                                         |
| 09040602 | Puccinistraße 30/40 (Lage) | Denkmalverlust: Fabrikgebäude, Hallenbau, Maschinen-& Kesselhaus und Stall                | Fabrikgebäude 1898, Hallenbau, Maschinenhaus & Kesselhaus um 1930, Stall um 1910, Abriss 2008–2009 für Wohnungsneubauten |                                                                         |
| 09030621 | Roelckestraße 142 (Lage) | Friedhof der Georgen-Parochial-Gemeinde                                                   | Verwaltungsgebäude, um 1885 |                                                                         |
| 09030621 | Roelckestraße 142 (Lage) | Friedhof der Georgen-Parochial-Gemeinde                                                   | Friedhofsmauer, um 1885 |                                                                         |
| 09030621 | Roelckestraße 142 (Lage) | Friedhof der Georgen-Parochial-Gemeinde                                                   | Erbbegräbnisse an der Friedhofsmauer, 1878–1914 |                                                                         |
| 09030621 | Roelckestraße 142 (Lage) | Friedhof der Georgen-Parochial-Gemeinde                                                   | Grabmal H. Tscheutscher, 1878 |                                                                         |
| 09030621 | Roelckestraße 142 (Lage) | Friedhof der Georgen-Parochial-Gemeinde                                                   | Friedhofskapelle mit Steinkreuz, um 1900 |                                                                         |
| 09030622 | Smetanastraße 36 (Lage) | Friedhof der St. Hedwigs-Gemeinde                                                         | Kapelle, 1888–1889 nach verändertem Plan von Max Hasak |                                                                         |
| 09030622 | Smetanastraße 36 (Lage) | Friedhof der St. Hedwigs-Gemeinde                                                         | Friedhofsmauer und Friedhofstor, 1893–1894 von August Menken |                                                                         |
| 09030623 | Smetanastraße 53, 55 (Lage) | ehem. Jüdisches Arbeiterheim mit Gartenhaus (Familienheim)                                | ehem. Jüdisches Arbeiterheim, 1900–1901 von Hoeniger und Sedelmeier | ehem. Jüdisches Arbeiterheim mit Gartenhaus (Familienheim)              |
| 09030623 | Smetanastraße 53, 55 (Lage) | ehem. Jüdisches Arbeiterheim mit Gartenhaus (Familienheim)                                | Gartenhaus (Familienheim) |                                                                         |
| 09030623 | Smetanastraße 53, 55 (Lage) | ehem. Jüdisches Arbeiterheim mit Gartenhaus (Familienheim)                                | Gedenkstele, um 1980 von Josef Höhn |                                                                         |
| 09040353 | Trierer Straße 8/18 (Lage) | Wohnanlage mit Freiflächen                                                                | 1925–1926 von Bruno Taut |                                                                         |
| 09040353 | Trierer Straße 8/18 (Lage) | Wohnanlage mit Freiflächen                                                                | Freiflächen |                                                                         |
| 09030624 | Wigandstaler Straße 2/28, 29–54 Am Steinberg 92–92C, 98–98C, 104–104E, 122–122E, 128–128 Gäblerstraße 61/87 Gustav-Adolf-Straße 117–119 Holzkircher Straße 1–1E, 11–11E, 15–15E, 10/14 (Lage) | Wohnanlage                                                                                | Zeilenbauten, 1929–1932 von Franz Fedler |                                                                         |
| 09030624 | Wigandstaler Straße 2/28, 29–54 Am Steinberg 92–92C, 98–98C, 104–104E, 122–122E, 128–128 Gäblerstraße 61/87 Gustav-Adolf-Straße 117–119 Holzkircher Straße 1–1E, 11–11E, 15–15E, 10/14 (Lage) | Wohnanlage                                                                                | Wohnhof, 1929–1932 von Franz Fedler | Wohnanlage Holzkircher Straße Ecke Wigandstaler Straße                  |
| 09040549 | Woelckpromenade 2–7 (Lage) | Wohnanlage Bestandteil des Ensembles: Gemeindeforum am Kreuzpfuhl                         | 1912–1914 von Carl James Bühring | Ansicht eines Teils der Woelckpromenade                                 |
| 09040549 | Woelckpromenade 2–7 (Lage) | Wohnanlage Bestandteil des Ensembles: Gemeindeforum am Kreuzpfuhl                         | Vorgärten |                                                                         |
| 09040548 | Woelckpromenade 25–35 Amalienstraße 20–22 Paul-Oestreich-Straße 5–8 Schönstraße 16–28 (Lage)                                                                                                  | Wohnanlage Bestandteil des Ensembles: Gemeindeforum am Kreuzpfuhl                         | 1925–1929 von Josef Tiedemann | Teile der Wohnananlage, Abschnitt Paul-Oestreich-Straße                 |
| 09040548 | Woelckpromenade 25–35 Amalienstraße 20–22 Paul-Oestreich-Straße 5–8 Schönstraße 16–28 (Lage)                                                                                                  | Wohnanlage Bestandteil des Ensembles: Gemeindeforum am Kreuzpfuhl                         | Vorgärten und Gartenhof |                                                                         |
| 09040546 | Woelckpromenade 36–37 Paul-Oestreich-Straße 1–4 (Lage) | Wohnanlage Bestandteil des Ensembles: Gemeindeforum am Kreuzpfuhl                         | Wohnanlage, 1914–1915 von Carl James Bühring |                                                                         |
| 09040546 | Woelckpromenade 36–37 Paul-Oestreich-Straße 1–4 (Lage) | Wohnanlage Bestandteil des Ensembles: Gemeindeforum am Kreuzpfuhl                         | Vorgärten und Gartenhof |                                                                         |

## Baudenkmale
| Nr.      | Lage                                                  | Offizielle Bezeichnung                                                                                       | Beschreibung | Bild |
| -------- | ----------------------------------------------------- | --- | --- | --- |
| 09030600 | An der Industriebahn 12 (Lage)                        | Ziehl-Abegg-Elektrizitätsgesellschaft Bestandteil des Ensembles: Ziehl-Abegg-Elektrizitätsgesellschaft       | Produktionshalle mit Kopfbauten, 1921 von Bruno Buch, heute Veranstaltungsort Motorwerk Berlin                                             | Ziehl-Abegg-Elektrizitätsgesellschaft |
| 09040572 | Behaimstraße 30 (Lage)                                | Wohnhaus Bestandteil des Ensembles: Behaimstraße 26/30                                                       | 1900 | Behaimstraße 30 |
| 09040592 | Berliner Allee 18 (Lage)                              | Wohnhaus | 1883 | Wohnhaus Berliner Allee 18 in Berlin-Weißensee, Deutschland                                                                                                   |
| 09030625 | Berliner Allee 100 Smetanastraße 1, 3 (Lage)          | Kaufhaus EPA (Einheitspreis-Filiale) und Wohngebäude                                                         | Kaufhaus, 1929–1930 von der Bauabteilung der Rudolph-Karstadt-AG, heute Bezirksamt Weißensee                                               | ehem. Kaufhaus und Wohngebäude, heute Bezirksamt Weißensee, 1929/1930 von der Bauabteilung der Rudolf-Karstadt-AG in der Berliner Allee 100, Berlin-Weißensee |
| 09030625 | Berliner Allee 100 Smetanastraße 1, 3 (Lage)          | Kaufhaus EPA (Einheitspreis-Filiale) und Wohngebäude                                                         | Wohngebäude | |
| 09030626 | Berliner Allee 109 (Lage)                             | Flora-Apotheke                                                                                               | Wohnhaus, 1874–1875 | Flora-Apotheke, Berliner Allee 109, Berlin-Weißensee |
| 09030627 | Berliner Allee 130–132, (Hof) (Lage)                  | Skulpturengruppe Musen                                                                                       | um 1860 (?) | Skulpturengruppe Musen, Berliner Allee 130–132, Berlin-Weißensee                                                                                              |
| 09030628 | Berliner Allee 185 (Lage)                             | Wohnhaus | 1874 von Carl Friedrich Schwenke, 1949–1953 Wohnhaus Brecht-Weigel                                                                         | Brechthaus, Berliner Allee 185, Berlin-Weißensee |
| 09040336 | Piesporter Straße 9 Bernkasteler Straße (Lage)        | Kapelle auf dem Friedhof der Ev. Kirchengemeinde Weißensee                                                   | 1928–1929 von Erich Olszewski | |
| 09040539 | Bizetstraße 61 (Lage)                                 | Wohnhaus Bestandteil des Ensembles: Bizetstraße                                                              | 1885–1886 von M. Kunze | |
| 09030629 | Charlottenburger Straße 140 Tassostraße 17 (Lage)     | Gemeindeforum am Kreuzpfuhl (Postamt) Bestandteil des Ensembles: Gemeindeforum am Kreuzpfuhl                 | 1914–1915 von Schrock und Karl Buddeberg                                                                                                   | Postamt, Charlottenburger Straße 140 / Tassostraße 17, Berlin-Weißensee                                                                                       |
| 09040341 | Falkenberger Straße 186 (Lage)                        | Wohnhaus | 1896 | |
| 09040342 | Falkenberger Straße 188 (Lage)                        | Wohnhaus | 1894 von P. Liesegang | |
| 09040357 | Gartenstraße 16 (Lage)                                | Landhaus Bagusat                                                                                             | Landhaus Bagusat, 1925 von W. Zemke | Landhaus Bagusat |
| 09040357 | Gartenstraße 16 (Lage)                                | Landhaus Bagusat                                                                                             | Einfriedung, 1925 von W. Zemke | |
| 09040357 | Gartenstraße 16 (Lage)                                | Landhaus Bagusat                                                                                             | Schlachthaus, 1925–1926 | |
| 09040357 | Gartenstraße 16 (Lage)                                | Landhaus Bagusat                                                                                             | Wirtschaftsgebäude und Stallgebäude, 1925–1926                                                                                             | |
| 09040357 | Gartenstraße 16 (Lage)                                | Landhaus Bagusat                                                                                             | Garage, 1929 | |
| 09040346 | Gartenstraße 37 (Lage)                                | Neuapostolische Kirche                                                                                       | Neuapostolische Kirche mit Gemeindehaus und Einfriedung, 1932 von Albert Gehricke                                                          | |
| 09030601 | Gehringstraße 39 (Lage)                               | Berufsschule Bestandteil des Ensembles: Niles GmbH                                                           | 1951–1952 | |
| 09030630 | Goethestraße 41–43 (Lage)                             | Turnhalle | um 1900 | Turnhalle Goethestraße |
| 09040591 | Große Seestraße 15 (Lage)                             | Villa | 1888 | Große Seestraße 15 |
| 09030631 | Gustav-Adolf-Straße 2 (Lage)                          | Kino Delphi                                                                                                  | Kinogebäude, 1929–1930 von Julius Krost | Kino Delphi, Berlin-Weißensee |
| 09030631 | Gustav-Adolf-Straße 2 (Lage)                          | Kino Delphi                                                                                                  | Foyer und Kinosaal, 1929–1930 von Julius Krost                                                                                             | Kino Delphi, Berlin-Weißensee |
| 09040561 | Gustav-Adolf-Straße 147 (Lage)                        | Wohnhaus Bestandteil des Ensembles: Gustav-Adolf-Straße                                                      | 1875, 1878 erweitert | Mietshaus Gustav-Adolf-Straße 147 |
| 09040351 | Liebermannstraße 24–28 (Lage)                         | Filmatelier                                                                                                  | 1913 von Otto Rehmig | Filmatelier Liebermannstraße 24–28 |
| 09040601 | Liebermannstraße 75–77 Neumagener Straße 28/32 (Lage) | Verwaltungs- und Fabrikgebäude mit Verbindungstrakt                                                          | Verwaltungsgebäude Liebermannstraße, 1913, 1917 von Bruno Buch; 1939, 1951                                                                 | |
| 09040601 | Liebermannstraße 75–77 Neumagener Straße 28/32 (Lage) | Verwaltungs- und Fabrikgebäude mit Verbindungstrakt                                                          | Fabrikgebäude Neumagener Straße | |
| 09040601 | Liebermannstraße 75–77 Neumagener Straße 28/32 (Lage) | Verwaltungs- und Fabrikgebäude mit Verbindungstrakt                                                          | Verbindungstrakt Neumagener Straße | |
| 09030632 | Mirbachplatz (Lage)                                   | Bethanienkirche                                                                                              | Bethanienkirche (Turm), 1900–1902 von Ludwig von Tiedemann und Robert Leibnitz                                                             | Bethanienkirche, Mirbachplatz, Berlin-Weißensee |
| 09030602 | Neumagener Straße 40/42 (Lage)                        | Verwaltungsgebäude und Schmiede der Riebe-Kugellager- & Werkzeugfabrik Bestandteil des Ensembles: Niles GmbH | Verwaltungsgebäude, 1916 von Bruno Buch; Ausbau 1936 von Richard Binder; Aufstockung 1939–1940 von Joseph Pfeiffer                         | |
| 09030602 | Neumagener Straße 40/42 (Lage)                        | Verwaltungsgebäude und Schmiede der Riebe-Kugellager- & Werkzeugfabrik Bestandteil des Ensembles: Niles GmbH | Schmiede, 1917 von Bruno Buch; Verbindungsbrücke, 1939–1940 von Joseph Pfeiffer                                                            | |
| 09085210 | Parkstraße 15E (Lage)                                 | Schulpavillon                                                                                                | 1912 von Ferdinand Bendix Söhne | Schulpavillon Parkstraße 15 |
| 09030633 | Parkstraße (Lage)                                     | Uferterrasse mit Tritonen und Planschbecken mit Seelöwen im Weißenseer Park                                  | Uferterrasse mit Tritonen 1912 von Hans Schellhorn, Erweiterung 1932–1935; Erneuerung in den 1950er Jahren                                 | |
| 09030633 | Parkstraße (Lage)                                     | Uferterrasse mit Tritonen und Planschbecken mit Seelöwen im Weißenseer Park                                  | Planschbecken mit Seelöwen, um 1920–1925 von Willy Ernst Schade im Weißenseer Park; Erweiterung 1932–1935; Erneuerung in den 1950er Jahren | |
| 09046386 | Parkstraße 17 (Lage)                                  | Bethabara-Stiftung (Stephanus-Stiftung) Bestandteil des Ensembles: Stephanus-Stiftung                        | Anstaltsgebäude, 1907–1908 von Carl Koeppen                                                                                                | |
| 09046386 | Parkstraße 17 (Lage)                                  | Bethabara-Stiftung (Stephanus-Stiftung) Bestandteil des Ensembles: Stephanus-Stiftung                        | Waschhaus, 1907–1908 von Carl Koeppen | |
| 09046380 | Parkstraße 22 (Lage)                                  | Israelitische Taubstummen-Anstalt für Deutschland                                                            | 1889–1891 von Johann Hoeniger | Israelitische Taubstummen-Anstalt für Deutschland |
| 09030634 | Parkstraße 38/39 (Lage)                               | Feuerwache Weißensee                                                                                         | 1936–1938 von Meyn | Feuerwache Weißensee |
| 09030634 | Parkstraße 38/39 (Lage)                               | Feuerwache Weißensee                                                                                         | Garagen | |
| 09030634 | Parkstraße 38/39 (Lage)                               | Feuerwache Weißensee                                                                                         | Löschturm | |
| 09030635 | Parkstraße 71 (Lage)                                  | Amtsgericht Pankow-Weißensee                                                                                 | 1902–1906 von Carl Tesenwitz | Amtsgericht Pankow-Weißensee |
| 09030604 | Pistoriusstraße 7 (Lage)                              | Villa Bestandteil des Ensembles: Pistoriusstraße                                                             | um 1882 | |
| 09040551 | Pistoriusstraße 17 (Lage)                             | ehem. Ledigenheim Bestandteil des Ensembles: Gemeindeforum am Kreuzpfuhl                                     | 1911–1913 von Carl James Bühring | Ledigenwohnheim, Pistoriusstraße 17, Berlin-Weißensee |
| 09040550 | Pistoriusstraße 24 (Lage)                             | ehem. Büro- und Beamtenwohnhaus Bestandteil des Ensembles: Gemeindeforum am Kreuzpfuhl                       | 1907–1908 von Carl James Bühring; Vorgarten, Einfriedung und Zufahrt                                                                       | ehem. Büro- und Beamtenwohnhaus, Pistoriusstraße 24, Berlin-Weißensee                                                                                         |
| 09030636 | Pistoriusstraße 100 (Lage)                            | Mietshaus | 1889–1890 | Berlin-Weißensee, Pistoriusstraße 100, Wohnhaus und Gaststätte                                                                                                |
| 09040552 | Pistoriusstraße 127–128 (Lage)                        | Pumpstation, Verwaltungsgebäude und Bibliothek Bestandteil des Ensembles: Gemeindeforum am Kreuzpfuhl        | 1911 von Carl James Bühring | Berlin-Weißensee, Pistoriusstraße 127 und 128 |
| 09040594 | Puccinistraße 10 (Lage)                               | Eingangspavillons des Omnibus-Betriebshofes                                                                  | 1913 von Franz Ahrens | |
| 09030637 | Roelckestraße 171 (Lage)                              | Doppelturnhalle Bestandteil des Ensembles: 1. Gemeindeschule Weißensee                                       | um 1925 | |
| 09040593 | Rossinistraße 5 (Lage)                                | Wohnhaus | 1884 | |
| 09040593 | Rossinistraße 5 (Lage)                                | Wohnhaus | Werkstattgebäude, 1893; Erweiterungen, 1897–1907                                                                                           | |
| 09030638 | Schönstraße 41/42 Große Seestraße 109 (Lage)          | Amtsgerichtsgefängnis                                                                                        | um 1902–1905 von Carl Tesenwitz | Amtsgerichtsgefängnis Weißensee |
| 09030639 | Woelckpromenade 38 (Lage)                             | Oberrealschule am Kreuzpfuhl Bestandteil des Ensembles: Gemeindeforum am Kreuzpfuhl                          | 1908–1910 von Carl James Bühring; Vorplatz                                                                                                 | Oberrealschule am Kreuzpfuhl |

## Gartendenkmale
| Nr.      | Lage                                           | Offizielle Bezeichnung                                                                        | Beschreibung | Bild                        |
| -------- | ---------------------------------------------- | --------------------------------------------------------------------------------------------- | --- | --------------------------- |
| 09046041 | Gartenstraße 30–34 (Lage)                      | Vorgärten und Gartenhof                                                                       | Vorgarten, 1925–1930                                                                                            |                             |
| 09046041 | Gartenstraße 30–34 (Lage)                      | Vorgärten und Gartenhof                                                                       | Hof, 1925–1930                                                                                                  |                             |
| 09046046 | Giersstraße 19–21 (Lage)                       | Friedhof der Ev. St. Bartholomäus-Gemeinde                                                    | Friedhof, 1893–1894                                                                                             |                             |
| 09046046 | Giersstraße 19–21 (Lage)                       | Friedhof der Ev. St. Bartholomäus-Gemeinde                                                    | Einfriedung |                             |
| 09046046 | Giersstraße 19–21 (Lage)                       | Friedhof der Ev. St. Bartholomäus-Gemeinde                                                    | Toranlage |                             |
| 09046046 | Giersstraße 19–21 (Lage)                       | Friedhof der Ev. St. Bartholomäus-Gemeinde                                                    | Kapelle |                             |
| 09046046 | Giersstraße 19–21 (Lage)                       | Friedhof der Ev. St. Bartholomäus-Gemeinde                                                    | Wohn- und Verwaltungsgebäude                                                                                    |                             |
| 09046054 | Hansastraße Buschallee Orankestrand (Lage)     | Kleingartenanlagen „Sonnenschein“, und „Zur freien Stunde“                                    | Kleingartenanlagen „Sonnenschein“,Plätze, Wege, Parzellenaufteilung, Einfriedung, angelegt ab 1926              | Eingangsbereich der KGA     |
| 09046054 | Hansastraße Buschallee Orankestrand (Lage)     | Kleingartenanlagen „Sonnenschein“, und „Zur freien Stunde“                                    | Kleingartenanlagen „Zur freien Stunde“, Plätze, Wege, Parzellenaufteilung, Einfriedung, Laube, angelegt ab 1926 |                             |
| 09046042 | Herbert-Baum-Straße 45 (Lage)                  | Friedhof der Jüdischen Gemeinde                                                               | Friedhof, 1880 von Hugo Licht                                                                                   |                             |
| 09046042 | Herbert-Baum-Straße 45 (Lage)                  | Friedhof der Jüdischen Gemeinde                                                               | Einfriedung |                             |
| 09046043 | Roelckestraße 46, 51 Schönstraße 71, 78 (Lage) | Städtischer Friedhof Weißensee                                                                | Friedhof, angelegt 1885                                                                                         |                             |
| 09046043 | Roelckestraße 46, 51 Schönstraße 71, 78 (Lage) | Städtischer Friedhof Weißensee                                                                | Wohn- und Verwaltungsgebäude, 1885                                                                              |                             |
| 09046043 | Roelckestraße 46, 51 Schönstraße 71, 78 (Lage) | Städtischer Friedhof Weißensee                                                                | Friedhofsmauer, 1885                                                                                            |                             |
| 09046043 | Roelckestraße 46, 51 Schönstraße 71, 78 (Lage) | Städtischer Friedhof Weißensee                                                                | Friedhofstor Roelckestraße, 1913 von Carl James Bühring, Hans Schellhorn                                        |                             |
| 09046043 | Roelckestraße 46, 51 Schönstraße 71, 78 (Lage) | Städtischer Friedhof Weißensee                                                                | Erbbegräbnis Woelck, um 1913 von Carl James Bühring                                                             |                             |
| 09046043 | Roelckestraße 46, 51 Schönstraße 71, 78 (Lage) | Städtischer Friedhof Weißensee                                                                | Friedhofskapelle und Neugestaltungen, um 1925 von Firma Ludwig Späth                                            |                             |
| 09046043 | Roelckestraße 46, 51 Schönstraße 71, 78 (Lage) | Städtischer Friedhof Weißensee                                                                | Friedhofstor Schönstraße, um 1925 von Josef Tiedemann                                                           |                             |
| 09046047 | Wittlicher Straße 14 (Lage)                    | Friedhof der israelitischen Synagogen-Gemeinde Adass Jisroel zu Berlin                        | Friedhof der israelitischen Synagogengemeinde, 1879–1880 angelegt                                               |                             |
| 09046047 | Wittlicher Straße 14 (Lage)                    | Friedhof der israelitischen Synagogen-Gemeinde Adass Jisroel zu Berlin                        | Einfriedung |                             |
| 09046049 | Woelckpromenade Schönstraße 7/8 (Lage)         | Parkanlage Kreuzpfuhl mit Uferterrasse Bestandteil des Ensembles: Gemeindeforum am Kreuzpfuhl | Kreuzpfuhl | Kreuzpfuhl in Weißensee     |
| 09046049 | Woelckpromenade Schönstraße 7/8 (Lage)         | Parkanlage Kreuzpfuhl mit Uferterrasse Bestandteil des Ensembles: Gemeindeforum am Kreuzpfuhl | Uferterrasse, 1910 von Carl James Bühring                                                                       |                             |
| 09046048 | Woelckpromenade (Lage)                         | Parkanlage Bestandteil des Ensembles: Gemeindeforum am Kreuzpfuhl                             | Parkanlage, um 1925                                                                                             |                             |
| 09046048 | Woelckpromenade (Lage)                         | Parkanlage Bestandteil des Ensembles: Gemeindeforum am Kreuzpfuhl                             | Goldfischteich                                                                                                  | Goldfischteich in Weißensee |

## Bodendenkmale
| Nr.      | Lage | Offizielle Bezeichnung                  | Beschreibung                                          | Bild |
| -------- | --- | --------------------------------------- | ----------------------------------------------------- | ---- |
| 09030328 | Burgwallstraße 76/77 (Lage) | Slawischer Burgwall mit Vorburgsiedlung | mindestens in zwei verschiedenen Bauphasen entstanden |      |
| 09010212 | Röländer Straße Gemarkung Weißensee, Flur 383, Flurstücke 6029, 6031, 6033 sowie Teilbereiche der Flurstücke 6014, 6015, 6017, 6030, 6068, 6074 und 6075 (Lage) | Siedlungsstelle                         | 2. und 3. Jh.                                         |      |